# Stauning Lufthavn
Stauning Lufthavn (IATA: STA, ICAO: EKVJ) er en lufthavn, beliggende i Ringkøbing-Skjern Kommune 4 km nordvest for Stauning, 13 km nordvest for Skjern og 16 km sydøst for Ringkøbing. 

## Historie
Lufthavnen blev indviet 11. september 1965 efter at Ringkøbing-Skjern-Tarm Flyveklub og 19 omkringliggende kommuner var blevet enige om at etablere en lufthavn i Vestjylland. Cimber Air var det første flyselskab, som etablerede regulær ruteflyvning fra Stauning, da selskabet 15. juli 1967 åbnede en rute til Københavns Lufthavn. 1. oktober 1969 overtog Maersk Air beflyvningen af ruten. 16. marts 1992 var den sidste dag, der blev fløjet ruteflyvning fra Stauning.
Området bruges i dag af flere virksomheder og foreninger med tilknytning til luftfart. Danmarks Flymuseum med 50 luftfartøjer holder til i lufthavnen og arrangerer flyshows.